# Croix Roger
La Croix Roger est située sur la commune d'Heudebouville dans le département de l’Eure en France.

## Description
La Croix Roger représente une croix taillée dans un bloc de calcaire supérieur du pays rempli de silex, qui pourrait correspondre à un ancien menhir. La surface est rugueuse et pleine d’aspérités. La pierre a une hauteur de 1,7 m sur une largeur de 0,53 m et une profondeur de 0,28 m.

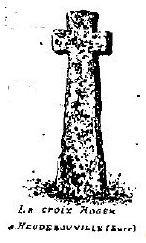
La croix Roger dessinée par Léon Coutil vers 1918.
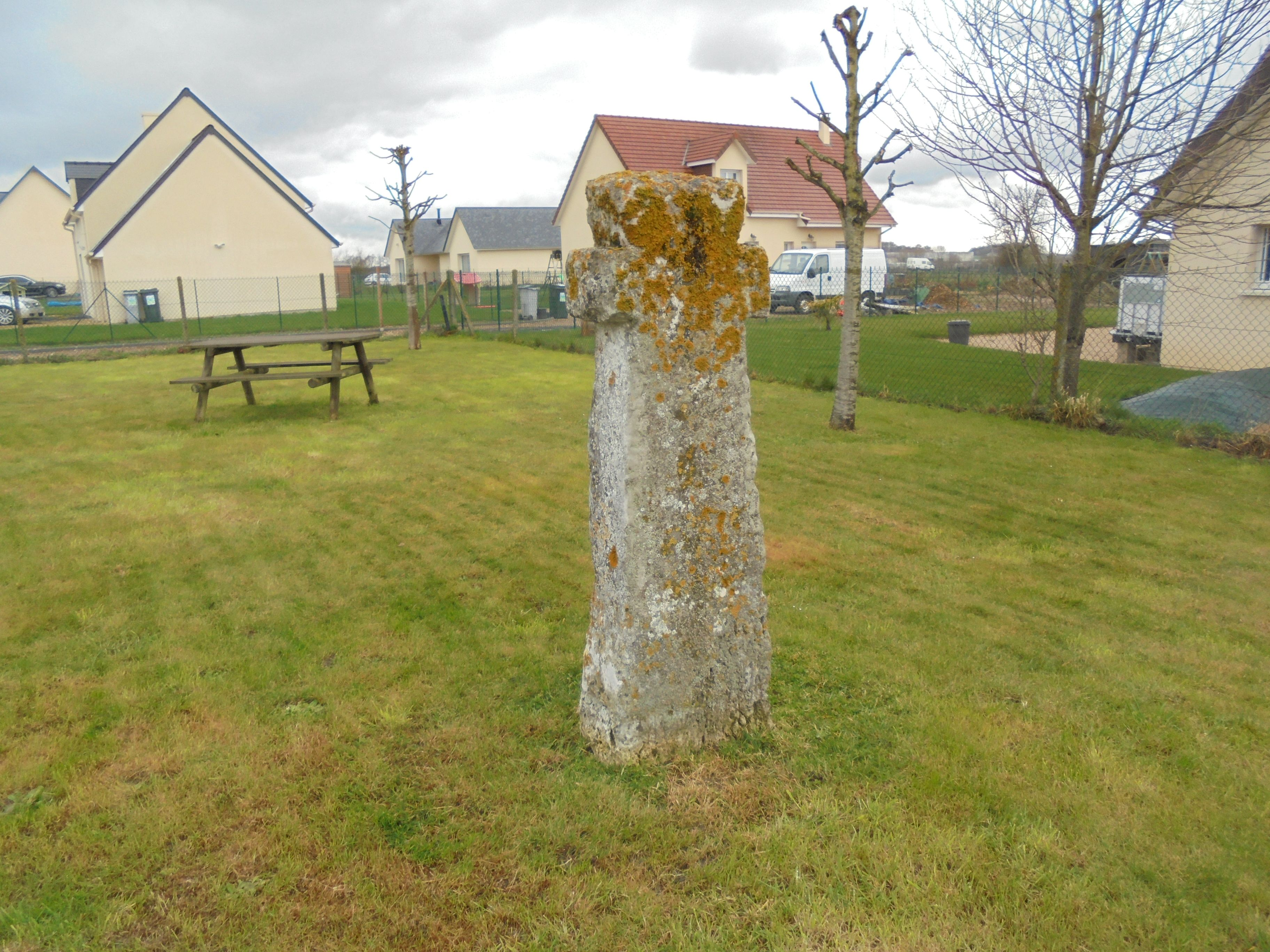
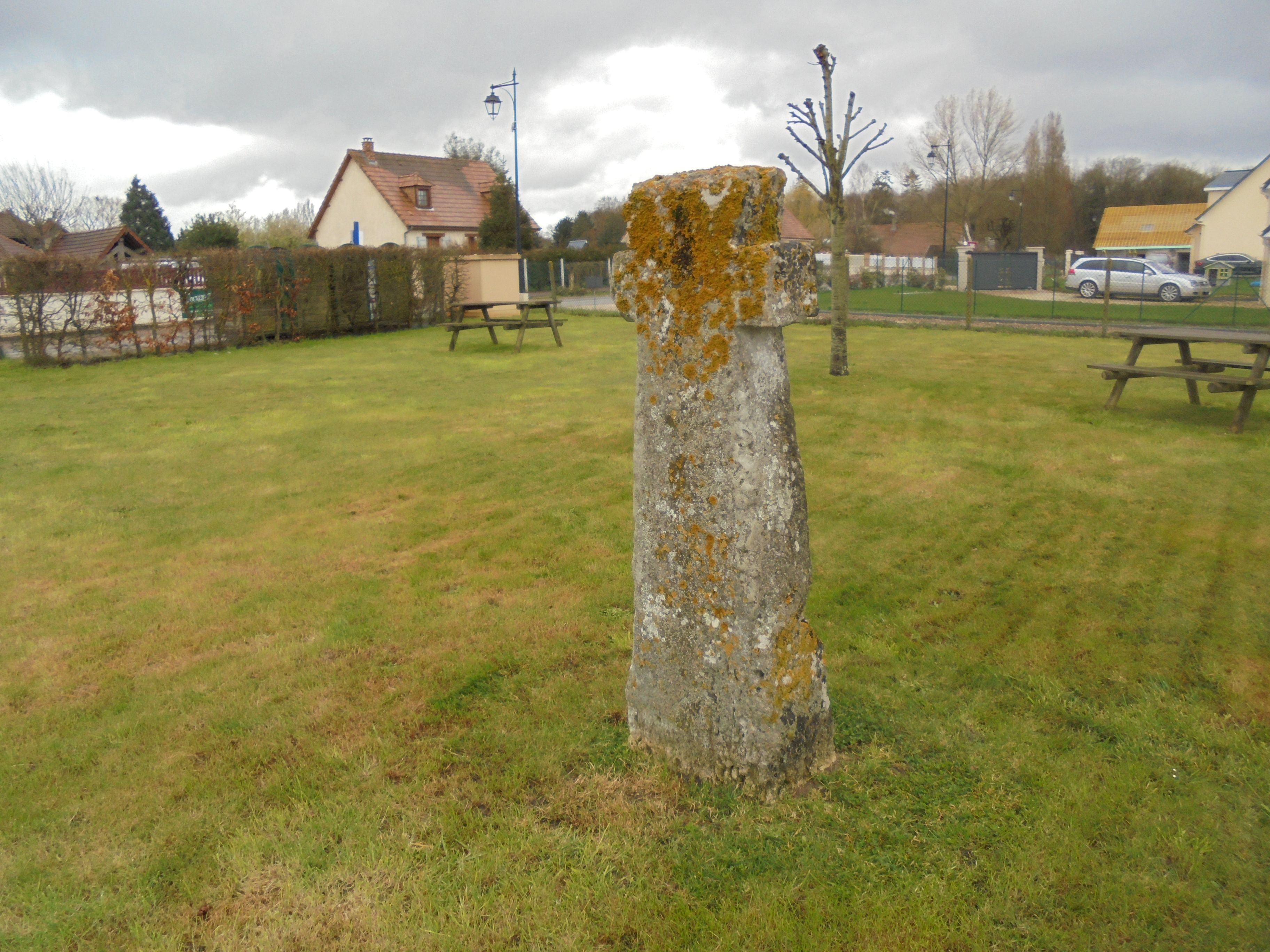
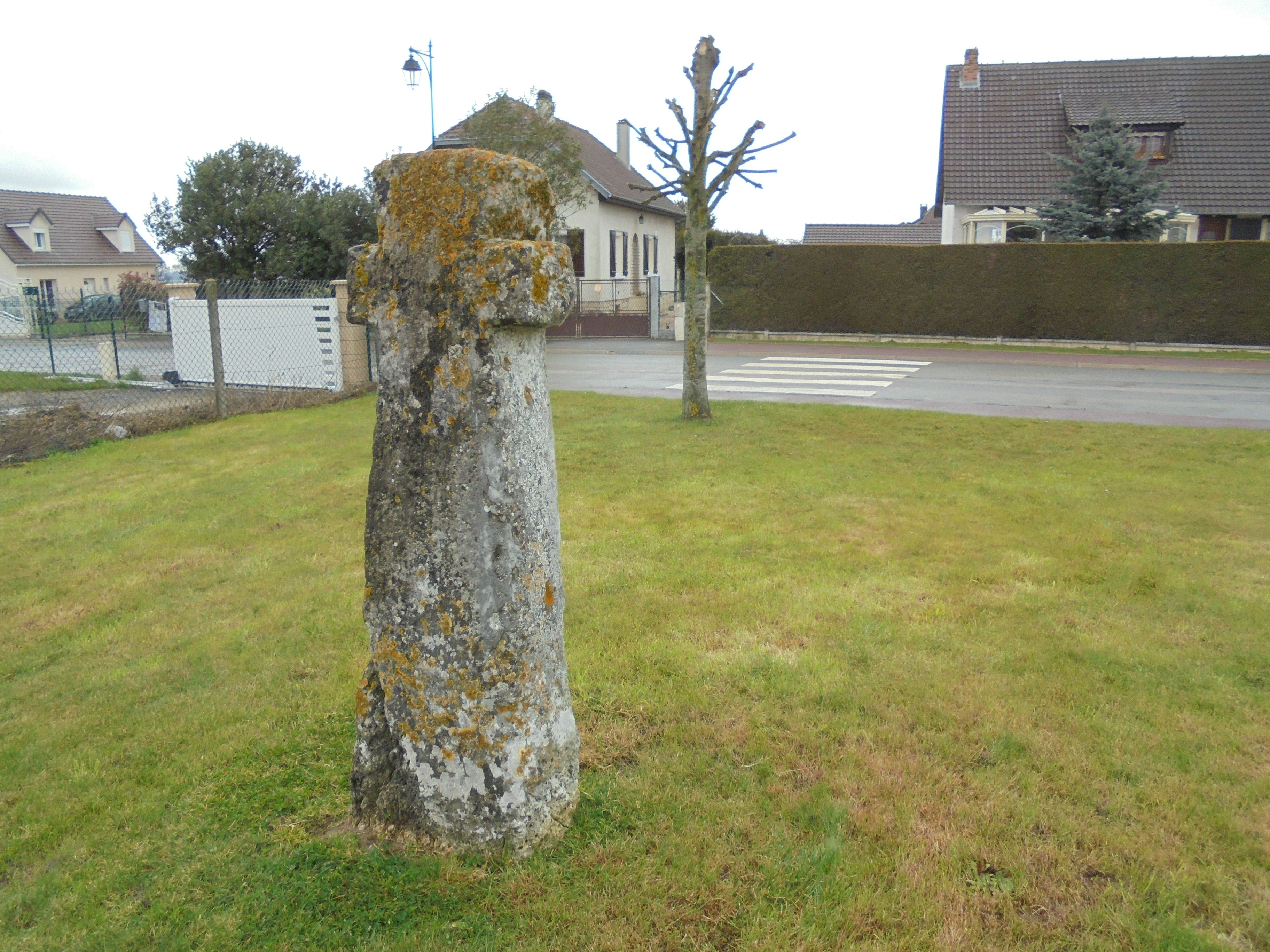
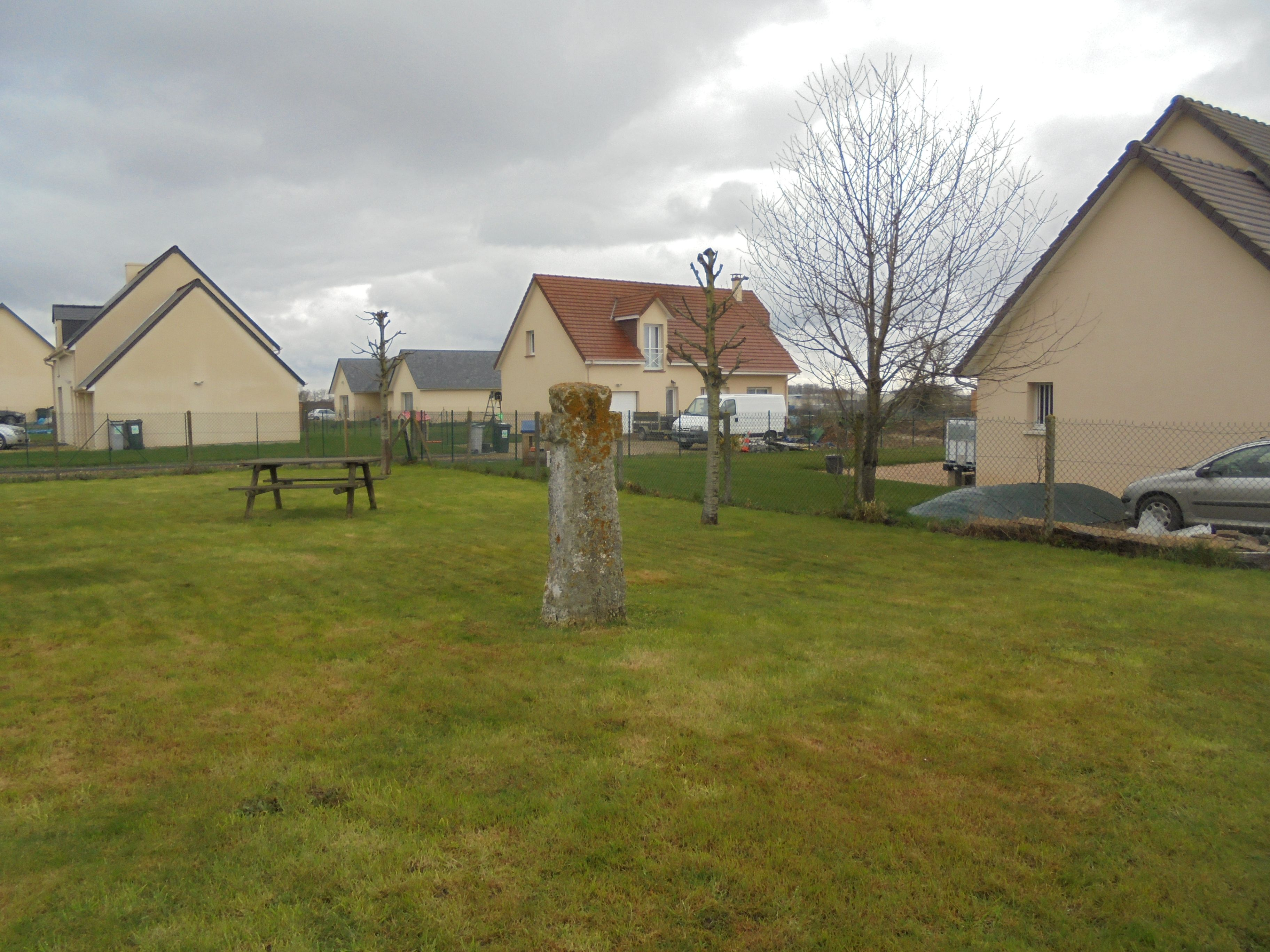

## Historique
Selon les données de l'inventaire général du patrimoine culturel, la croix est datée du XIe siècle.